# Zaphne wierzejskii
Zaphne wierzejskii är en tvåvingeart som först beskrevs av Josef Mik 1867.  Zaphne wierzejskii ingår i släktet Zaphne och familjen blomsterflugor. Arten är reproducerande i Sverige. Inga underarter finns listade i Catalogue of Life.